# Chapelle du Prieuré
 (novembre 2024).
Si vous disposez d'ouvrages ou d'articles de référence ou si vous connaissez des sites web de qualité traitant du thème abordé ici, merci de compléter l'article en donnant les références utiles à sa vérifiabilité et en les liant à la section « Notes et références ».
La chapelle du prieuré, ou chapelle Saint-Maurice, est une chapelle priorale puis paroissiale située dans la commune de Drumettaz-Clarafond en Savoie.

## Historique
La chapelle est dédiée à Maurice d'Agaune, patron de la Savoie et du Saint-Empire romain germanique, martyre chrétien de l'empereur romain Dioclétien au début du IVe siècle et commandant de la légion Thébaine.
Le prieuré est fondé en 1110 sous l'épiscopat de saint Hugues, évêque de Grenoble. 
Il est issu de la cession des églises de Saint-Maurice de Clarafond et de Méry au Prieuré de Saint Jeoire Prieuré. 
II comptait quatre chapelles intérieures et plusieurs tours. 
Les chanoines Augustins sont remplacés par des prébendiers qui négligèrent les bâtiments.
Il ne reste au XVIIe siècle qu'une vieille tour aujourd'hui propriété d'un particulier et la chapelle, lieu de promenade et de méditation.
Chaque 15 août s'y tient une cérémonie religieuse.
Au XIXe siècle, des peintures en trompe l'œil sont venues décorer la voûte en plein cintre, reconstruite après la démolition de la nef.